# Ilisia
Ilisia es un género de dípteros nematóceros perteneciente a la familia Limoniidae. Se distribuye por la región paleártica, Norteamérica & Oriente.

## Especies
- Contiene las siguientes especies:
- I. armillaris (Osten Sacken, 1869)
- I. asymmetrica (Alexander, 1913)
- I. graphica (Osten Sacken, 1860)
- I. incongruens (Alexander, 1913)
- I. indianensis (Alexander, 1922)
- I. inermis Mendl, 1979
- I. maculata (Meigen, 1804)
- I. occoecata Edwards, 1936
- I. parchomenkoi Savchenko, 1974
- I. tenuisentis (Alexander, 1930)
- I. venusta (Osten Sacken, 1860)